# 김민우 (1979년)
김민우(金玟佑, 1979년 3월 21일 ~ )는 전 KBO 리그 KIA 타이거즈의 내야수이자 현 KBO 리그 KIA 타이거즈의 1군 수비코치이다.

## 선수 시절

### 아마추어 시절
부천고등학교 시절 현대 유니콘스의 2차 4라운드 지명을 받았으나, 졸업 후 한양대학교에 진학했다.
대학 시절 '야구 천재'로 대한민국 국가대표팀 내야수로도 활약하며 대학 리그 통산 50경기에 출전해 201타수 78안타, 13홈런, 55타점, 19도루를 기록(대학 4년 동안 통산 타율 0.388)했고, 대학교 4학년 때는 17경기에 출전해 69타수 34안타, 4홈런, 20타점, 8도루(4학년 성적 0.493)를 기록했다.

### 현대 유니콘스시절
2002년에 3억 4,000만원의 계약금을 받고 입단하였다.

### 넥센 히어로즈시절
2008년에 현대 유니콘스 해체 후 인계됐다.
2차 드래프트에서 KIA 타이거즈의 지명을 받고 이적했다.

### KIA 타이거즈시절
2014년에 입단하였다.
주로 2루수, 유격수를 맡았고, 2016년 시즌 중반 은퇴를 선언했다.

## 야구선수 은퇴 후
2016년에 KIA 타이거즈의 전력분석원으로 활동했고, 2017년에 KIA 타이거즈의 2군 수비코치로 활동하다가 2018년부터 1군으로 승격돼 KIA 타이거즈의 수비코치로 활동했다.이후 2022년 시즌후, 방출되었고,2025년에 KIA 타이거즈의 1군 수비코치로 다시 돌아왔다.

## 출신 학교
- 경기 관산초등학교
- 경기 중앙중학교
- 부천고등학교
- 한양대학교

## 통산 기록
| 연도        | 소속 팀     | 타율  | 경기수 | 타수 | 득점 | 안타 | 2루타 | 3루타 | 홈런 | 타점 | 도루 | 도실 | 볼넷 | 사구 | 삼진 | 병살타 | 실책 | 장타율 | 출루율 | OPS   |
| ----------- | ----------- | ----- | ------ | ---- | ---- | ---- | ----- | ----- | ---- | ---- | ---- | ---- | ---- | ---- | ---- | ------ | ---- | ------ | ------ | ----- |
| 2002년      | 현대        | 0.195 | 25     | 41   | 8    | 8    | 2     | 1     | 0    | 2    | 0    | 0    | 5    | 0    | 20   | 0      | 4    | 0.293  | 0.277  | 0.570 |
| 2003년      | 현대        | 0.368 | 15     | 19   | 1    | 7    | 1     | 0     | 0    | 2    | 0    | 1    | 3    | 0    | 6    | 0      | 2    | 0.421  | 0.455  | 0.876 |
| 2004년      | 현대        | 0.125 | 18     | 48   | 7    | 6    | 1     | 0     | 0    | 3    | 1    | 0    | 4    | 0    | 14   | 2      | 1    | 0.146  | 0.192  | 0.338 |
| 2008년      | 우리        | 0.056 | 16     | 18   | 3    | 1    | 1     | 0     | 0    | 2    | 0    | 0    | 2    | 0    | 6    | 0      | 0    | 0.111  | 0.150  | 0.261 |
| 2009년      | 히어로즈    | 0.264 | 78     | 125  | 15   | 33   | 5     | 0     | 3    | 10   | 9    | 0    | 17   | 2    | 36   | 3      | 4    | 0.376  | 0.359  | 0.735 |
| 2010년      | 넥센        | 0.257 | 128    | 447  | 64   | 115  | 20    | 3     | 9    | 44   | 28   | 6    | 61   | 9    | 85   | 11     | 7    | 0.376  | 0.356  | 0.732 |
| 2011년      | 넥센        | 0.247 | 126    | 466  | 66   | 115  | 22    | 0     | 6    | 31   | 23   | 9    | 48   | 2    | 100  | 7      | 14   | 0.333  | 0.319  | 0.652 |
| 2012년      | 넥센        | 0.228 | 69     | 197  | 20   | 45   | 6     | 2     | 5    | 25   | 5    | 4    | 22   | 3    | 49   | 2      | 8    | 0.355  | 0.313  | 0.668 |
| 2013년      | 넥센        | 0.292 | 33     | 48   | 5    | 14   | 1     | 1     | 0    | 11   | 1    | 1    | 5    | 1    | 8    | 1      | 3    | 0.354  | 0.364  | 0.718 |
| 2014년      | KIA         | 0.251 | 87     | 167  | 34   | 42   | 10    | 0     | 3    | 15   | 7    | 2    | 36   | 1    | 46   | 2      | 8    | 0.365  | 0.387  | 0.752 |
| 2015년      | KIA         | 0.260 | 90     | 269  | 28   | 70   | 16    | 1     | 6    | 34   | 8    | 3    | 21   | 1    | 75   | 3      | 4    | 0.394  | 0.313  | 0.707 |
| 2016년      | KIA         | 0.195 | 19     | 41   | 3    | 8    | 1     | 0     | 0    | 4    | 1    | 0    | 5    | 0    | 12   | 1      | 0    | 0.220  | 0.283  | 0.503 |
| 통산 : 12년 | 통산 : 12년 | 0.246 | 704    | 1886 | 254  | 464  | 86    | 8     | 32   | 183  | 83   | 26   | 229  | 19   | 457  | 32     | 55   | 0.351  | 0.332  | 0.683 |